# Демирджик
Демирджик (на гръцки: Δημάριο - Димарио) е село в Западна Тракия, Гърция в дем Мустафчово (Мики).

## География
Селото се намира на южните склонове на Родопите, в непосредствена близост до българската граница и до главния път Ксанти - Шахин - Рудозем - Смолян. Разположено е по югоизточните склонове на връх Ченгене Хисар. По пътя за селото и над селото има красиви и стръмни скални образувания. Използват се и за скално катерене. От селото, което е на високо било, се открива красива гледка към южните родопски разклонения в Ксантийско. Демерджикци са прочути с гостоприемството си. В селото е изградена най-голямата, според мнението на местните жители, джамия в Западна Тракия, и то без помощта на държавата.

## История
Според Любомир Милетич към 1912 година в село Демирджикъ (Демирджикъ) живеят 180 помашки семейства. Към 1942 година в селото живеят 407 души-помаци. Според Патриарх Кирил към 1943 година в селото има 121 домакинства и 480 жители-помаци.